# Нова Зеландія на зимових Паралімпійських іграх 2014
Нова Зеландія на зимових Паралімпійських іграх 2014 року була представлена 3 спортсменами в одному виді спорту.

## Гірськолижний спорт
Чоловіки
| Спортсмен                        | Вид спорту                      | Забіг 1 | Забіг 1 | Забіг 1 | Забіг 2 | Забіг 2 | Забіг 2 | Остаточний/Всього | Остаточний/Всього | Остаточний/Всього |
| Спортсмен                        | Вид спорту                      | Час     | Різн.   | Місце   | Час     | Різн.   | Місце   | Час               | Різн.             | Місце             |
| -------------------------------- | ------------------------------- | ------- | ------- | ------- | ------- | ------- | ------- | ----------------- | ----------------- | ----------------- |
| Адам Голл (англ. Adam Hall)      | супергігантський слалом, стоячи | Н/Д     | Н/Д     | Н/Д     | Н/Д     | Н/Д     | Н/Д     | DNF               | DNF               | DNF               |
| Адам Голл (англ. Adam Hall)      | гірськолижна комбінація, стоячи | 53.00   | +2.70   | 4       | 1:21.36 | +2.97   | 5       | 2:14.36           | +4.64             | 4                 |
| Адам Голл (англ. Adam Hall)      | слалом, стоячи                  | 50.71   | +3.02   | 7       | 53.54   | +2.26   | 5       | 1:44.25           | +5.28             | 7                 |
| Корі Петерс (англ. Corey Peters) | супергігантський слалом, сидячи | Н/Д     | Н/Д     | Н/Д     | Н/Д     | Н/Д     | Н/Д     | 1:26.17           | +6.66             | 6                 |
| Корі Петерс (англ. Corey Peters) | гірськолижна комбінація, сидячи | 1:03.24 | +4.53   | 6       | 1:18.67 | +0.40   | 2       | 2:21.91           | +3.71             | 4                 |
| Корі Петерс (англ. Corey Peters) | слалом, сидячи                  | 59.95   | +7.21   | 16      | DNF     | DNF     | DNF     | DNF               | DNF               | DNF               |
| Корі Петерс (англ. Corey Peters) | супергігантський слалом, сидячи | 1:18.10 | NA      | 1       | 1:15.10 | +1.00   | 6       | 2:33.20           | +0.47             | 2                 |

### Сноуборд
Парасноуборд вперше був представлений на цих Паралімпійських іграх (у гірськолижному спорті).
Чоловіки
| Спортсмен                      | Забіг        | Перегони 1 | Перегони 1 | Перегони 2 | Перегони 2 | Перегони 3 | Перегони 3 | Всього  | Всього |
| Спортсмен                      | Забіг        | Час        | Міце       | Час        | Міце       | Час        | Міце       | Час     | Міце   |
| ------------------------------ | ------------ | ---------- | ---------- | ---------- | ---------- | ---------- | ---------- | ------- | ------ |
| Карл Мерфі (англ. Carl Murphy) | сноубордкрос | 54.62      | 4          | 54.48      | 4          | DSQ        | DSQ        | 1:49.10 | 4      |